# Katrien Torfs
Katrien Torfs (Leuven, 10 november 1987) is een voormalige Belgische voetbalster en international.

## Biografie
Torfs begon met voetballen toen ze vijf jaar was bij Rapide Bertem. Rond de leeftijd van zeven jaar ging ze naar de jeugd ploegen van Oud-Heverlee Leuven waar ze bleef tot 2007.
Van 2007 tot 2011 speelde ze voor Standaard Luik.
Hierna nam ze een korte onderbreking om daarna terug voor 2 seizoen bij OHL te gaan spelen in de BeNe League.

### Champions League
Ze speelde met Standard Luik 2 wedstrijden in de Champions League. Ze eindigde in de ronde van 32 tegen Montpelier. De eerste wedstrijd bleef een 0-0 gelijkspel. De tweede wedstrijd werd verloren met 1-3, in totaal speelde ze 127 minuten.

### BeNe League
Nadat een korte onderbreking bij Standaard ging ze opnieuw voetballen bij haar oude club OHL in de BeNe League. In het eerste seizoen eindigde OHL 7th met 13 punten in de BeNe League Red hierdoor moesten ze in de tweede fase in de BeNe League B spelen, daar eindigde ze op de 5de plaats en zijn zo het beste Belgische team in league B.
In het tweede en laatste seizoen bij OHL in de BeNe Leauge speelde ze maar 1 wedstrijd voor 12 minuten. OHL eindigde op de 10de plaats.

## Palmares
- Belgisch kampioen (2): 2009 - 2011
- Finalist Beker van België : 2009
- Winnaar Super Cup (1): 2009
- Dubbel Belgisch kampioen - Super Cup (1): 2009

## Statistieken

### Club
| Champions League | Champions League | Champions League | Champions League | Champions League |
| Year             | Club             | Apps             | Goals            | Minutes          |
| ---------------- | ---------------- | ---------------- | ---------------- | ---------------- |
| 2009-10          | Standard Luik    | 2                | 0                | 127              |
| Total            | Total            | 2                | 0                | 127              |

| BeNe League | BeNe League | BeNe League | BeNe League | BeNe League |
| Year        | Club        | Apps        | Goals       | Minutes     |
| ----------- | ----------- | ----------- | ----------- | ----------- |
| 2012-13     | OHL         | 23          | 1           | 1247        |
| 2013-14     | OHL         | 1           | 0           | 12          |
| Total       | Total       | 24          | 1           | 1259        |

### Internationaal

#### Jeugd
| Red Flames U17 | Red Flames U17 | Red Flames U17 | Red Flames U17 |
| Year           | Apps           | Goals          | Minutes        |
| -------------- | -------------- | -------------- | -------------- |
| 2003           | 5              | 1              | 285            |
| Total          | 5              | 1              | 285            |

| Red Flames U19 | Red Flames U19 | Red Flames U19 | Red Flames U19 |
| Year           | Apps           | Goals          | Minutes        |
| -------------- | -------------- | -------------- | -------------- |
| 2004           | 3              | 0              | 194            |
| 2005           | 3              | 0              | 143            |
| Total          | 6              | 0              | 337            |

#### Senioren
| Red Flames | Red Flames | Red Flames | Red Flames |
| Year       | Apps       | Goals      | Minutes    |
| ---------- | ---------- | ---------- | ---------- |
| 2009       | 4          | 0          | 129        |
| 2010       | 1          | 0          | 10         |
| Total      | 5          | 0          | 139        |